# Chriodes nanyukianus
Chriodes nanyukianus là một loài tò vò trong họ Ichneumonidae.